# Josef Anton Gerber
Josef Anton Jakob Xaver Gerber (* 12. Januar 1749 in Solothurn; † 8. März 1821 ebenda) war ein Schweizer Politiker.

## Leben

### Familie
Josef Anton Gerber war der Sohn von Franz Karl Gerber und dessen Ehefrau Maria Magdalena (geb. Bass).
Er war seit 1785 mit Maria Elisabeth (geb. Vallier) aus Sankt Albin (siehe Saint-Aubin) verheiratet.

### Werdegang
Josef Anton Gerber wurde 1771 Solothurner Grossrat, 1773 Ratschreiber sowie 1785 Münzkontrolleur (siehe Wardein#Münzwardein) und Großweibel (oberster Gerichtsdiener eines Kantons).
1791 wurde er Vogt im Bezirk Dorneck (siehe Schwarzbubenland) und 1796 Jungrat.
Nach seiner Ernennung 1803 zum Staatsschreiber war er von 1806 bis 1814 Altrat.
Er war auch Richter am Appellationsgericht Solothurn (siehe Obergericht des Kantons Solothurn).

### Politisches Wirken
Josef Anton Gerber war ein Gegner der Franzosen. 
Er war, als Vogt von Dorneck, unter anderem am 1. Mai 1792 der Kommandant der Grenzbesetzung (siehe Grenzbefestigungen der Schweiz).
1796 wurde er, auf Drängen des französischen Botschafters François Barthélemy, wegen des Ausstellens illegaler Pässe von seinem Amt als Vogt abberufen und 1798 sowie 1799 von den Franzosen verhaftet.
1802 vertrat er als Deputierter an der Helvetischen Consulta in Paris die Stadt Solothurn, an der unter anderem auch Anton Gabriel Surbeck (1753–1840) teilnahm.
Er nahm 1811 an der Tagsatzung in Solothurn teil.
Während der Mediation gehörte er dem Verfassungsrat an, der auch Kommission des Kleinen Rats beziehungsweise Staatsrat genannt wurde, an und verteidigte die reaktionären Prinzipien.